# テラー2000
テラー2000（TERROR 2000） は、スウェーデンのスラッシュメタル/デスラッシュバンドである。T2Kと略される事もある。
ソイルワーク、ダーケインのメンバー達によって1999年にサイド・プロジェクトとして結成された。結成当初はKILLING MACHINEというバンド名だったが、日本のスラッシュメタルバンドTerror Squadから名を取りTERROR 2000に改名した。
エクソダスやクリーターといった80年代スラッシュメタルのリフ・ワークやアット・ザ・ゲイツ等のデスラッシュのアグレッシブ要素を組み合わせた突撃型スラッシュメタルであり、徹頭徹尾スピード優先でアグレッシブな楽曲が多い。ザ・ホーンテッド、ディメンション・ゼロ達と並ぶ、新世代スウェディッシュ・スラッシュメタルバンドである。

## 略歴
- 1999年、ソイルワークのビョーン・スピード・ストリッドとヘンリー・ランタ、ダーケインのクラス・イーデバリーらを中心として結成される。
- 2000年に1stアルバム『Slaughterhouse Supremacy』をリリース。
- 2001年にヘンリー・ランタがソイルワーク、ザ・ディフェイスドに専念するために脱退（現在は両方とも脱退している）、後任にコンストラクデッド等で活動していたエリク・ティセリウスを迎える。そして12月からクラス・イーデバリー、リカルド・カルーソンのプロデュースの元、アルバムのレコーディングを行う。
- 2002年4月に2ndアルバム『Faster Disaster』をリリース。
- 2003年5月にデストラクションのサポートとして日本公演を行う。そのライブの様子はライブアルバム『Slaugter In Japan - Live 2003』として12月にリリースされた。
- 2005年日本公演でもベースを務めたダン・スヴェンソンが正式メンバーとして加入し、8月に3rdアルバム『Terror For Sale』をリリース。

## メンバー

### 現在のメンバー
- ビョーン・スピード・ストリッド (Björn "Speed" Strid) - (Vo) (1999- )
元ダーケインで、現在はソイルワークに在籍している。他にイタリアのメロディックデスメタルバンドのディサルモニア・ムンディにも参加している。ニュークリア・ブラスト・オールスターズにも参加した。
ダン・スヴェンソンが加入する前の2ndアルバムまではベースも担当していた。
- クラス・イーデバリー (Klas Ideberg) - (G) (1999- )
ダーケインで活動している。
- ニック・ソード（ニクラス・スヴァード）(Nick Sword (Niklas Svärd)) - (G) (1999- )
- ダン・スヴェンソン (Dan Svensson) - (B) (2003- )
2003年の日本公演でサポートベースを務めた後、正式メンバーとなる。ソイルワークのオーラ・フリンクも在籍していたヘイトライトでも活動している。
- エリク・ティセリウス (Erik Thyselius) - (Ds) (2001- )
ジェネラル・サージェリー、コンストラクデッドとフェイス・ダウンに在籍していた。

### 過去のメンバー
- ヘンリー・ランタ (Henry Ranta) - (Ds) (1999-2001)
テラー2000と並行して、ソイルワークとザ・ディフェイスドでも活動していたが、現在は両方とも脱退している。ニュークリア・ブラスト・オールスターズにも参加した。

## ディスコグラフィー

### アルバム
- 2000年　Slaughterhouse Supremacy
- 2002年　Faster Disaster
- 2005年　Terror For Sale

### ライブアルバム
- 2003年　Slaughter In Japan - Live 2003